# Кулак (фільм)
Кулак (англ. F.I.S.T.) — американська драматична стрічка Нормана Джуйсона з Сільвестром Сталлоне у головній ролі. Розповідає історію робітника Джонні Ковака та його Федерації міжштатних далекобійників («Federation of Inter State Truckers»), яка абревіатурою перекладається з англійської як назва фільму. Розв'язка стрічки дуже нагадує справжню історію з профспілковим лідером Джиммі Гоффою.

## Сюжет
Події відбуваються 1937 року в час Великої депресії у місті Клівленд штату Огайо. Робітник Джонні Ковак береться за захист прав своїх співробітників, входить до профспілки, починає заробляти на кожному новому її члену, згодом очолює і розширює. Усе це відбувається на фоні шаленого тиску працедавців, страйків та стосунків із мафією.

## У ролях
| Актор               | Персонаж                              |
| ------------------- | ------------------------------------- |
| Сільвестер Сталлоне | Джонні Ковак англ. Johnny Kovak       |
| Род Стайгер         | Сенатор Медісон англ. Senator Madison |
| Пітер Бойл          | Макс Ґрегем англ. Max Graham          |
| Мелінда Діллон      | Анна Зарінкас англ. Anna Zarinkas     |
| Ентоні Кідіс        | Кевін Ковак англ. Kevin Kovak         |
| Тоні Мендія         | Майкл Ковак англ. Michael Kovak       |
| Генрі Вілкоксон     | Він Телбот англ. Win Talbot           |
| Браян Деннегі       | Френк Васко англ. Frank Vasko         |

## Цікаві факти
Фільм знімався у місті Дюбук у штаті Айова, де залишились будівлі й атмосфера 1930-х років. У стрічці можна побачити багато визначних будівель Дюбуку. Іншою локацією для знімань став британський Шеффілд.